# Huaceae
Huaceae је мала фамилија дикотиледоних биљака из реда Oxalidales. Садржи два рода са три врсте. Ареал распрострањења фамилије обухвата екваторијалну Африку .